# Unione Sportiva Lecce
Maillots
Actualités
Dernière mise à jour : 30 juin 2025.
L'Unione Sportiva Lecce, couramment abrégé en US Lecce est un club italien de football fondé en 1908 et basé à Lecce.
Le club dispute ses matches à domicile au Stade Via del Mare et bénéficie d'un fort soutien populaire dans toute la Province de Lecce et dans la région du Salento.
L'équipe a gagné une Coppa Ali della Vittoria en 2010, une Coppa Nexus en 2022, dans la première edition et une Coupe nationale de Serie C en 1976.

## Repères historiques

### Naissance et débuts du club
Le club est fondé le 15 mars 1908 sous le nom de Sporting Club Lecce.
Le premier président du club est Franco Marangi. Le club fusionne le 16 septembre 1927 avec les clubs locaux de la Juventus et du Gladiator et adopte alors le nom d'Unione Sportiva Lecce et, à partir de 1929, l'US Lecce sera vêtue de ses mythiques couleurs : giallorosse (jaune et rouge). La même année 1929 verra l'US Lecce être promue pour la première fois de son histoire en Serie B à la suite d'une double rencontre (2 - 2 et victoire de Lecce 3 - 1). Le club interrompt ses activités entre 1932 et 1936 puis lors de la saison 1943-1944.En 1966, l'US Lecce qui jouait jusqu'alors dans le Stade Carlo Pranzo (du nom d'un jeune Leccese mort pendant la Première Guerre mondiale), s'installe dans son antre mythique : le stade Via del Mare.
Ce stade sera inauguré par un match amical entre les Giallorossi et le Spartak Moscou. Le stade Via del Mare aura l'occasion de recevoir le grand Santos de Pelé lors d'un match amical qui a lieu le 24 juin 1967.

### Les débuts en Serie A (1985)
Lecce remporte le championnat (à égalité avec Pise) de Serie B 1984-85 en totalisant 50 points en 38 matches. Le club de Lecce débute en Serie A en 1985-86. La première année en Serie A coïncide avec le retour à Lecce du champion du Monde 1982, Franco Causio. Pedro Pasculli arrive à Lecce où il jouera sept saisons, jusqu'en 1992. Il gagnera la Coupe du monde 1986, faisant partie de l'équipe d'Argentine dont Diego Maradona était le capitaine. Il sera un élément fondamental du club pendant plusieurs années. Très apprécié par les supporters de Lecce, une chanson lui était destinée, PedroPablo, PedroPablo. Aujourd'hui encore Pasculli reste un joueur symbole du club.[réf. souhaitée] En arrivant dernière, Lecce est contrainte de redescendre en Serie B. Mais à l'avant-dernière journée de championnat, l'équipe giallorossa réussit l'exploit de battre l'AS Rome au Stade olympique sur le score de 3 à 2; cette défaite coûtera le Scudetto aux Romains.

### Le retour des Salentini en Serie A (1988)
Deux ans après leur première saison, les joueurs de Lecce reviennent en Serie A avec à leur tête le mythique entraîneur romain Carlo Mazzone. Francesco Moriero sera révélé en cette saison 1987-88, commençant sa brillante carrière dans sa ville natale. Le retour en Serie A sera marqué par une très encourageante 9e place qui permettra à Lecce de se maintenir dans l'élite. Dans cette équipe très équilibrée on verra évoluer Antonio Conte, futur joueur de la Juventus. La saison suivante, les joueurs de Mazzone finiront à la 14e place et se maintiendront pour une nouvelle fois en Serie A. L'année suivante, avec Zbigniew Boniek aux commandes, l'US Lecce subira de nouveaux le triste sort de la rétrogradation.

### Le difficile début des années 90 entreSerie BetSerie C
De la saison 1991-92 à la saison 1995-96 l'US Lecce ne connaîtra aucun succès probant et sera en constante difficulté sportive venant et allant entre la Serie B et la Serie C. La saison 1993-94 verra l'US Lecce en Serie A, mais au terme de cette année sportive, le retour dans la division mineure sera direct et sans appel, voyant l'US Lecce terminer dernière. L'année suivante, l'équipe salentine sera de nouveau malmenée et terminera dernière de Serie B.

### La renaissance et le retour en Serie A (1995-1998)

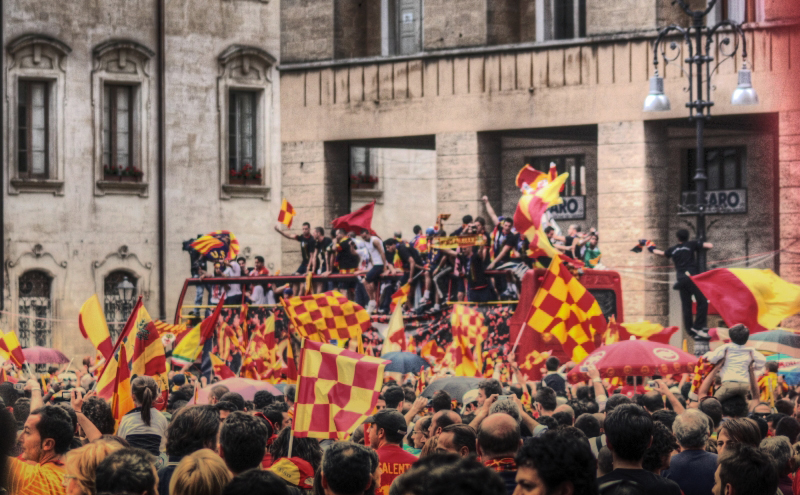
Supporters de l'US Lecce en 2010

Après une saison pleine en 1995-96, le Lecce de Giampiero Ventura revient en Serie B. La saison suivante sera marquée par une nouvelle montée dans la division supérieure pour accéder en Serie A. Le 15 juin 1997, grâce à une victoire contre Cesena 3 à 0, l'US Lecce retourne parmi l'élite du Calcio. Pour la saison 1997-98, l'US Lecce se présente avec un jeune entraîneur qui sera reconnu plus tard, Cesare Prandelli. L'équipe est profondément remodelée pour s'adapter aux exigences d'une Serie A alors dominatrice dans toute l'Europe. Les nouvelles recrues sont nombreuses : Dejan Govedarica, Nenad Sakić, le grand joueur romain Giuseppe Giannini et le Français Jean-Pierre Cyprien. Malgré ces recrues et un jeu alléchant, l'US Lecce ne parviendra pas à se maintenir, arrivant avant-dernière, ne dépassant que le Napoli.

### Entre Serie A et Serie B (1998-2012)
L'organigramme du club sera pourtant considérablement enrichi et l'arrivée de Pantaleo Corvino comme directeur sportif aura des conséquences particulièrement positives pour l'US Lecce pendant plusieurs années. Le retour en Serie A est d'ailleurs obtenu directement la saison suivante (1998-1999) avec une saison merveilleuse de Giuseppe Giannini.
Lors de l'été 1999, Lecce engage l'entraîneur émergent Alberto Cavasin. Cette année-là, l'équipe arrivera onzième du championnat de Serie A, en étant composée de joueurs de grande valeur tels que Cristiano Lucarelli qui marquera 15 buts, David Sesa, le milieu de terrain Francisco Lima ou le gardien de but Antonio Chimenti. Pendant la saison 2000-2001, les Salentins parviendront à battre l'Inter au stade San Siro alors composée de Ronaldo, Youri Djorkaeff, ecc. Ils se maintiennent en arrivant 14°. Ils parviennent donc à se maintenir pour la deuxième année consécutive.
Reléguée en Serie B en 2002, l'équipe retrouve la Serie A en 2003 et la maintient pendant les trois années suivantes. Durant cette période de trois ans, des joueurs comme Ernesto Chevanton, Mirko Vucinic, Valeri Bojinov, Marco Cassetti, Max Tonetto, Cristian Ledesma ont porté le maillot de Lecce
L'équipe a été en Serie B pour sa deuxième saison en 2007-2008 et est remontée en Serie A depuis les play-offs, mais redescend en Serie B dès l'année suivante. Pour la saison 2009-2010 l'US Lecce a milité en Serie B et est remontée en Serie A. Il n'a fallu qu'un 0-0 de Lecce face à Sassuolo pour assurer sa promotion. En 2012 la justice sportive italienne condamne le Lecce à être relégué en Lega Pro Prima Divisione à la suite d'un scandale de matches truqués en 2010.

### Les années en Serie C (2012-2018)
De 2012 à 2018, Lecce vit des années de grandes déceptions, caractérisées par des tentatives infructueuses de promotion en Serie B. En 2012-2013 l'équipe perd la finale des barrages contre Carpi et en 2013-2014, Lecce, avec l'attaquant Fabrizio Miccoli perd la finale des barrages contre Frosinone. Après avoir raté la qualification pour les play-offs en 2014-2015, la saison suivante Lecce perd la demi-finale des barrages contre Foggia et en 2016-2017 les quarts de finale des play-offs contre l'Alexandrie (aux tirs au but).

### Le retour à l'élite (depuis 2018)
En avril 2018, Lecce bat Paganese sur le score de 1 à 0 et remporte le championnat de la Serie C Groupe C. Ce score propulse Lecce officiellement en Serie B sous la direction de l'entraîneur Fabio Liverani. En 2018-2019, Lecce réalise une excellente entrée en matière dans la compétition en se hissant dans le top 5 dès les premières journées. Grâce aux performances du club tout au long de la saison, Lecce est promu en Serie A à l’issue  du dernier match. Malgré une lutte acharnée avec Genoa, qui a duré jusqu'à la dernière journée, à la fin de la saison 2019-2020 Lecce est relégué en Serie B. En 2021-2022, lors de la dernière journée de Serie B, le club retrouve la Serie A remportant le championnat avec peu de défaites (5) et en comptant dans ses rangs le meilleur buteur, Massimo Coda, roi du bombers pour la deuxième année consécutive avec le maillot du Lecce. En 2022-2023 les giallorossi obtiennent la permanence.

## Palmarès

### Palmarès
| Compétitions nationales | Compétitions internationales                                          |
| - Serie A (D1) : - Meilleur classement : 9e en 1989 - Serie B (D2) : - Champion (2) : 2010, 2022 - Vice-champion (2) : 1985, 2019 - Seconda Divisione (D2) : - Champion (1) : 1922 - Serie C (D3) : - Champion (3) : 1946, 1976 et 2018 - Vice-champion (1) : 2013 - Serie C1 (D3) : - Champion (1) : 1996 - Vice-champion (1) : 1953 - Coppa Italia Serie C : - Vainqueur (1) : 1976 - Finaliste (1) : 1974 | - Coupe anglo-italienne semi-professionnelle : - Vainqueur (1) : 1976 |

L'équipe espoir a par ailleurs gagné trois fois le Championnat italien (2003, 2004, 2023), deux fois la Coupe nationale (2002, 2005), dois fois la Supercoupe nationale  (2004, 2005) et une fois la Coppa Giovanissimi Professionisti (1999-2000). Ces succès conféraient à l'US Lecce une réputation d'équipe formatrice performante au début des années 2000.

### Records individuels
| # | Nom                  | Matches | Dates                |
| - | -------------------- | ------- | -------------------- |
| 1 | Michele Lorusso      | 418     | 1970-1983            |
| 2 | Guillermo Giacomazzi | 316     | 2001-2007, 2008-2013 |
| 3 | Carmelo Miceli       | 291     | 1977-1987            |
| 4 | Ruggero Cannito      | 249     | 1975-1984            |
| 5 | Giuseppe Materazzi   | 228     | 1968-1975            |

| # | Nom               | Buts | Dates                           |
| - | ----------------- | ---- | ------------------------------- |
| 1 | Anselmo Bislenghi | 87   | 1950-1955                       |
| 2 | Franco Cardinali  | 67   | 1948-1953, 1955-1956            |
| 3 | Pietro De Santis  | 57   | 1945-1948, 1951-1953, 1955-1957 |
| 4 | Ernesto Chevantón | 54   | 2001-2004, 2010-2011, 2012-2013 |
| 5 | Pedro Pasculli    | 53   | 1985-1992                       |

## Identité du club

### Changements de nom
- 1908-1923 : Sporting Club Lecce
- 1929-1932 : Unione Sportiva Lecce
- 1932-1934 : radiation du club
- 1934-1935 : Unione Sportiva Pro Lecce
- 1935-1936 : Dopolavoro Lecce
- 1936-1938 : Associazione Sportiva Lecce
- 1938-1939 : Associazione Calcistica Lecce
- 1939-1941 : Unione Sportiva Pro Lecce
- 1941- : Unione Sportiva Lecce

### Supporters célèbres
- Fabrizio Miccoli[5]
- Sud Sound System

## Joueurs et personnalités du club

### Entraîneurs
Voici la liste des entraîneurs de Lecce depuis 1927.
- Luigi Ferrero– 1927–28
- Ferenc Plemich– 1928–30
- Pietro Piselli– 1930–31
- Ferenc Molnár– 1931
- Calò– 1934–35
- Ferenc Plemich– 1936–37
- Harpad Hajos– 1937–38
- Giobatta Rebuffo– 1938–39
- Alferio Cubi– 1939–41
- Ferenc Plemich– 1941–42
- Giovanni Degni– 1942–44
- Luigi Indrizzi– 1944–45
- Ferenc Hirzer– 1945
- Ferenc Plemich– 1945–46
- Giovanni Brezzi– 1946–47
- Raffaele Anguilla– 1947
- Ercole Dossena– 1947–48
- Raffaele Costantino– 1948
- Mario Magnozzi– 1948
- Ferenc Plemich– 1948–49
- Raffaele Costantino– 1949
- Cesare Migliorini– 1949–50
- Italo Paterno– 1950
- Giovanni Brezzi– 1950–51
- Virgilio Levratto– 1951–52
- Pietro Magni – 1952–53
- Giovanni Degni– 1953
- Gino Vianello– 1953–54
- Raffaele Costantino– 1954–55
- Euro Riparbelli– 1955
- Carmelo Russo– 1955–56
- Cesare Gallea– 1956
- Ambrogio Alfonso– 1956–58
- Ugo Starace– 1958
- Gino Vianello– 1958–59
- Ambrogio Alfonso– 1959–60
- Dino Bovoli– 1960–62
- Ulisse Giunchi– 1962
- Piero Andreoli– 1962–64
- Ambrogio Alfonso– 1964–65
- Gino Vianello– 1965–66
- Luigi Soffrido– 1966
- Ambrogio Alfonso– 1966–67
- Gianni Seghedoni– 1967–68
- Ottorino Dugini– 1968
- Eugenio Bersellini– 1968–71
- Giuseppe Corradi– 1971–73
- Maino Neri– 1973
- Giacomo Losi– 1973–74
- Nicola Chiricallo– 1974–76
- Antonio Renna– 1976–77
- Lamberto Giorgis– 1977–78
- Pietro Santin– 1978–79
- Bruno Mazzia– 1979–81
- Gianni Di Marzio– 1981–82
- Mario Corso– 1982–83
- Eugenio Fascetti– 1983–86
- Pietro Santin– 1986
- Carlo Mazzone– 1986–90
- Zbigniew Boniek– 1990–91
- Alberto Bigon– 1991
- Aldo Sensibile– 1991–92
- Alberto Bigon– 1992
- Bruno Bolchi– 1992–93
- Nedo Sonetti– 1993–94
- Rino Marchesi– 1994
- Piero Lenzi– 1994
- Luciano Spinosi– 1994–95
- Edoardo Reja– 1995
- Giampiero Ventura– 1995–97
- Cesare Prandelli– 1997
- Angelo Pereni– 1997–98
- Nedo Sonetti– 1998–99
- Alberto Cavasin– 1999–02
- Delio Rossi– 2002–04
- Zdeněk Zeman– 2004–05
- Angelo Gregucci– 2005
- Silvio Baldini– 2005–06
- Roberto Rizzo– 2006
- Zdeněk Zeman– 2006
- Giuseppe Papadopulo– 2006–08
- Mario Beretta– 2008–09
- Luigi De Canio– 2009–2011
- Eusebio Di Francesco– 2011
- Serse Cosmi– 2011–2012
- Franco Lerda– 2012–2013
- Antonio Toma– 2013
- Elio Gustinetti– 2013
- Francesco Moriero– 2013
- Franco Lerda– 2013–2014
- Dino Pagliari– 2014–2015
- Alberto Bollini– 2015
- Antonino Asta– 2015
- Piero Braglia– 2015–2016
- Pasquale Padalino - 2016-2017
- Roberto Rizzo - 2017
- Fabio Liverani - 2017-2020
- Eugenio Corini - 2020-2021
- Marco Baroni - 2021-2023
- Roberto D'Aversa - 2023-2024
- Luca Gotti - 2024
- Marco Giampaolo - depuis 2024

### Effectif professionnel actuel
Le premier tableau liste l'effectif professionnel de l'US Lecce pour la saison 2025-2026. Le second recense les prêts effectués par le club lors de cette même saison.
En grisé, les sélections de joueurs internationaux chez les jeunes mais n'ayant jamais été appelés aux échelons supérieurs une fois l'âge-limite dépassé ou les joueurs ayant pris leur retraite internationale.

### Grands joueurs du passé
- Sergueï Aleinikov
- Marco Amelia
- Djamel Mesbah
- Dušan Basta
- Saša Bjelanović
- Manuele Blasi
- Valeri Bojinov
- Jorge Bolaño
- Juan Cuadrado
- Luis Muriel
- Cesare Bovo
- Marco Cassetti
- Franco Causio
- Javier Ernesto Chevantón
- Antonio Chimenti
- Sebastjan Cimirotič
- Bruno Cirillo
- Antonio Conte
- Jean-Pierre Cyprien
- Dario Dainelli
- Gennaro Delvecchio
- Danny Dichio
- Marco Donadel
- Mark Edusei
- Matteo Ferrari
- Guillermo Giacomazzi
- Giuseppe Giannini
- Dejan Govedarica
- Cristian Daniel Ledesma
- Francisco Lima
- Cristiano Lucarelli
- Francesco Moriero
- Mazinho
- Pablo Osvaldo
- Pasquale Padalino
- Dimítrios Papadópoulos
- Pedro Pasculli
- Gheorghe Popescu
- Karim Saidi
- David Sesa
- Vincenzo Sicignano
- Max Tonetto
- Jaime Valdés
- Mirko Vučinić
- Davor Vugrinec